# 김훈 (1982년)
김훈(金勳, 1982년 1월 20일 ~ , 전라남도 목포시)은 대한민국의 제11대 전라남도 목포시의원이다.

## 학력
- 목포대성국민학교 졸업
- 덕인중학교 졸업
- 목포대학교 사회과학대학 법학과 3학년 재적

## 경력
- 영흥중학교 총동문회 부회장
- 영흥고등학교 총동문회 부회장
- 유한회사 하늘커뮤니케이션 대표이사
- 문재인 대통령 후보 정무특보
- 더불어민주당 전남도당 청년위원장
- 더불어민주당 중앙당 대의원
- 더불어민주당 전국청년위원회 청년일자리창출 특별위원장
- 전라남도 청년의 목소리 일자리분과위원
- 용해동 바르게살기위원회 위원
- 더불어민주당 전남도당 목포시 지역위원회 상무위원
- 더불어민주당 전남도당 제20대 총선 정책기획위원
- 더불어민주당 전남도당 청년권익향상위원회 위원장
- 2018.07 ~ 2019.08 제11대 전라남도 목포시의회 의원
- 2018.07 ~ 2019.08 제11대 전라남도 목포시의회 전반기 관광경제위원회 위원
- 2018.07 ~ 2019.08 제11대 전라남도 목포시의회 전반기 의회운영위원회 위원
- 2018.07 ~ 2019.08 제11대 전라남도 목포시의회 전반기 예산결산특별위원회 위원
- 2019.07.22 더불어민주당 탈당
- 2019.08.12 제명

## 논란
2019년 8월 21일 전남 목포 김훈, 동료의원 성희롱 의혹 제명

## 역대 선거 결과
| 실시년도 | 선거      | 대수 | 직책   | 선거구                  | 정당         | 득표수   | 득표율          | 순위 | 당락 | 비고           |
| -------- | --------- | ---- | ------ | ----------------------- | ------------ | -------- | --------------- | ---- | ---- | -------------- |
| 2018년   | 지방 선거 | 11대 | 시의원 | 전남 목포시 (가 선거구) | 더불어민주당 | 6,262 표 | \| \| 32.07% \| | 1위  |      | 초선, 민선 7기 |
|          | 32.07%    |      |        |                         |              |          |                 |      |      |                |